# Прапор Англсі

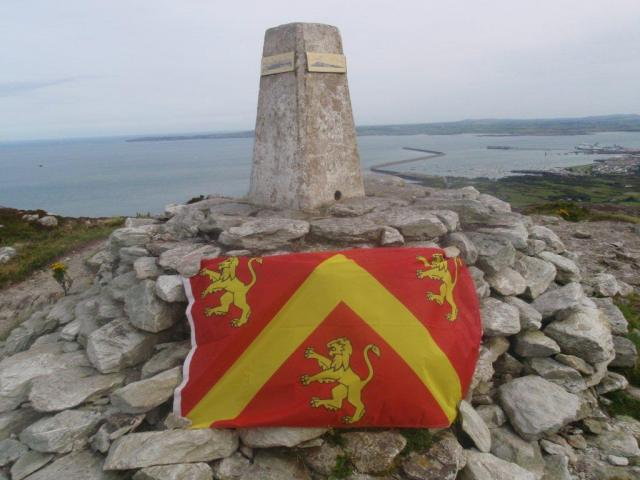
Прапор Англсі, вивішений на вершині Англсі, гора Холіхед

Прапор Англсі (валл. Baner Ynys Môn) — прапор області Англсі в Уельсі. Він був зареєстрований Інституті прапорів у березні 2014 року.

## Історія
Зображення являє собою банерну форму герба, який пізніші середньовічні герольди приписували ранішому, місцево прославленому валлійському лорду Хвфа ап Сінделу з Лліфона та стюарду Овейна Гвінеда, принца Уельсу. Найдавніша згадка про герб, скоріше за все, міститься в роботах барда Льюїса Гліна Коті за період з 1447 по 1486 роки, хоча немає чіткого пояснення вибору кольорів. Пізніший вітраж 15-го століття з гербами, що вказують на Хвфа, очевидно, зображений у східному вікні церкви Ллангадваладр на острові. Згідно з істориком геральдики Вілфрідом Скоттом-Джайлзом, Рада округу Англсі неофіційно використовувала герб Хвфа до того, як він був включений в дизайн, наданий їм офіційно. Між 1857 і 1950 роками герб використовувалася поліцією Англсі. Таким чином, давно встановлений зв'язок між Хвфа та острівним графством Англсі.